# Meteorismo
El meteorismo es la distensión del abdomen provocada por la producción y acumulación de una cantidad excesiva de gases en el tracto gastrointestinal, ya sea en el intestino (meteorismus intestinalis) o en el estómago.

## Etimología
El término «meteorismo» proviene de la raíz griega μετέωρος (‘suspendido en el aire’) y el sufijo -ismos (‘proceso patológico’).

## Etiología
El meteorismo está causado por una combinación de mecanismos fisiopatológicos, diferentes en cada persona, que en la mayoría de los casos no son detectados por los métodos diagnósticos convencionales. Puede aparecer asociado a diferentes enfermedades orgánicas, síndromes o trastornos:
- Enfermedades que provocan malabsorción o deficiente absorción, principalmente la enfermedad celíaca no diagnosticada ni tratada y otras enteropatías del intestino delgado.[2]
- Trastornos funcionales, como el síndrome del intestino irritable y la dispepsia funcional.[2]
- Trastornos de la alimentación.[2]
- Obesidad.[2]
- Estreñimiento.[2]
- Diarrea.[2]
- Aerofagia.[2]
- Flatulencia.[2]
- Sobrecrecimiento bacteriano intestinal.